# Claudio Rojas
Claudio Daniel Rojas Muñoz (Santiago, 3 de junio de 1977) es un exfutbolista y entrenador chileno. Actualmente se encuentra sin club.

## Clubes

### Como jugador
| Club                      | País  | Año  |
| ------------------------- | ----- | ---- |
| Universidad de Concepción | Chile | 1997 |
| Provincial Osorno         | Chile | 1999 |

### Como entrenador
Datos actualizados al último partido dirigido el 5 de abril de 2025.
| Club                | País      | Año         | PD  | PG | PE | PP | Rendimiento |
| ------------------- | --------- | ----------- | --- | -- | -- | -- | ----------- |
| Ahli Al-Khaleel     | Palestina | 2015        | 6   | 1  | 3  | 2  | 33.34%      |
| Deportes Valdivia   | Chile     | 2017        | 16  | 4  | 2  | 10 | 29.17%      |
| Fernández Vial      | Chile     | 2020-2022   | 68  | 25 | 24 | 19 | 48.52%      |
| Iberia              | Chile     | 2022        | 11  | 3  | 6  | 2  | 45.45%      |
| Fernández Vial      | Chile     | 2022        | 2   | 0  | 0  | 2  | 0%          |
| Deportes Concepción | Chile     | 2023        | 5   | 0  | 1  | 4  | 6.67%       |
| Santiago Morning    | Chile     | 2023        | 3   | 0  | 1  | 2  | 11.11%      |
| Santiago City FC    | Chile     | 2024        | 21  | 15 | 3  | 3  | 76.19%      |
| Constitución Unido  | Chile     | 2025 - Act. | 1   | 1  | 1  | 3  | 26,67%      |
| Total               | Total     | Total       | 133 | 48 | 40 | 45 | 46.12%      |

## Palmarés

### Como jugador
| Título           | Club                      | País  | Año  |
| ---------------- | ------------------------- | ----- | ---- |
| Tercera División | Universidad de Concepción | Chile | 1997 |

### Como entrenador
| Título           | Club           | País  | Año  |
| ---------------- | -------------- | ----- | ---- |
| Segunda División | Fernández Vial | Chile | 2020 |